# Diocesi di Panatoria
La diocesi di Panatoria (in latino Dioecesis Panatoriensis) è una sede soppressa e sede titolare della Chiesa cattolica.

## Storia
Panatoria, nell'odierna Algeria, è un'antica sede episcopale della provincia romana della Mauritania Cesariense.
Unico vescovo conosciuto di questa diocesi africana è Donato, il cui nome appare all'11º posto nella lista dei vescovi della Mauritania Cesariense convocati a Cartagine dal re vandalo Unerico nel 484; Donato, come tutti gli altri vescovi cattolici africani, fu condannato all'esilio.
Dal 1933 Panatoria è annoverata tra le sedi vescovili titolari della Chiesa cattolica; dal 19 aprile 2008 il vescovo titolare è Hubert Berenbrinker, già vescovo ausiliare di Paderborn.

## Cronotassi

### Vescovi residenti
- Donato † (menzionato nel 484)

### Vescovi titolari
- James Louis Schad † (18 ottobre 1966 - 27 marzo 2002 deceduto)
- José María de la Torre Martín † (19 giugno 2002 - 31 gennaio 2008 nominato vescovo di Aguascalientes)
- Hubert Berenbrinker, dal 19 aprile 2008